# Hora de Bután

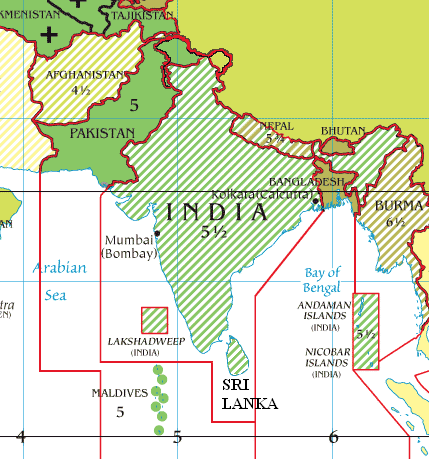
BTT en relación con las naciones limítrofes.

Hora de Bután es la zona horaria de Bután. Son +06:00 horas antes de la Hora Universal Coordinada (UTC+06:00). Bután no cuenta con ningún horario de verano.

## Base de datos de zonas horarias
La base de datos de zonas horarias (IANA) contiene una zona para Bután en el archivo zone.tab, que se denomina Asia / Thimphu.